# Lucky Luciano (Film)
Lucky Luciano ist ein italienisches Filmdrama über den italoamerikanischen Gangster Lucky Luciano aus dem Jahr 1973.

## Inhalt
Francesco Rosi zeichnet hier ein Porträt der späten Jahre von Luciano, als dieser bereits aus den USA nach Sizilien ausgewiesen worden war und von dort einen Heroinhandel im großen Stil aufzog.
Der Film liefert eine vielschichtige Analyse des Lebens des Mafiabosses Lucky Luciano; der damals führende Drogenabwehragent Charles Siragusa war im richtigen Leben Lucianos größter Widersacher und spielt sich selbst im Film. Regisseur Rosi legt bei Lucianos Filmbiographie weniger Wert auf die Nacherzählung der äußeren Ereignisse, vielmehr betont er die Mechanismen und Motivationen einer mafiösen Clanbildung.
Der Film endet mit dem Tod Lucianos auf dem Flughafen.
Rosi liefert mit diesem Film fast nebenbei auch ein Stimmungsbild der 1960er und 1970er Jahre ab.

## Kritik
„Eine vielschichtige Analyse voller Anspielungen. Francesco Rosi geht es weniger um die äußeren Ereignisse als um jene Mechanismen und Antriebskräfte, die hinter ihnen wirken. Der Mafia-König wird so als Teil eines Systems deutlich, das den Staat nicht nur zu gefährden, sondern schließlich gar zu beherrschen vermag.“

## Sonstiges
Die Erstausstrahlung des Films im deutschen Fernsehen war am 7. April 1974 um 21 Uhr in der ARD.